# Андовце
Андовце (словац. Andovce) — село, громада округу Нове Замки, Нітранський край. Кадастрова площа громади — 10.78 км².
Населення 1792 осіб (станом на 31 грудня 2024 року).

## Історія
Андовце згадується 1424 року.

## Географія
Протікає Комочський канал

## Населення
| Рік:            | 1994. | 2004.   | 2014.   | 2024.    |
| --------------- | ----- | ------- | ------- | -------- |
| Кількість осіб: | 1219  | 1296    | 1417    | 1792     |
| Різниця:        |       | +6,31 % | +9,33 % | +26,46 % |

| Рік:            | 2023. | 2024.   |
| --------------- | ----- | ------- |
| Кількість осіб: | 1775  | 1792    |
| Різниця:        |       | +0,95 % |